# Sphagesauridae
Los esfagesáuridos (Sphagesauridae) son una familia de arcosaurios mesoeucocodrilios notosuquios que vivieron a finales del Cretácico en Sudamérica. Es un  clado de cocodrilos terrestres de Gondwana que desarrolló los dientes y las mandíbulas muy parecidas a los mamíferos. Los dos géneros conocidos, Sphagesaurus y Adamantinasuchus, provienen de estratos del Turoniense al Santoniense del Brasil. Se lo define como el clado más inclusivo que contiene a Sphagesaurus  huenei (Price, 1950]] pero no a  Baurusuchus pachecoi (Price, 1945),  Sebecus icaeorhinus (Simpson, 1937), Araripesuchus gomesii (Price, 1959), Comahuesuchus brachybuccalis (Bonaparte, 1991), Simosuchus clarki (Buckley et al., 2000), Notosuchus terrestris (Woodward, 1896), Crocodylus niloticus (Laurenti, 1768).